# AOC Chablis
El chablis es un vino blanco producido en Borgoña, dentro del municipio de Chablis (Yonne).
El reconocimiento del Chablis como appellation d'origine contrôlée (AOC) data de 1935. A partir de 1973, es una denominación de origen protegida (PDO) ante la Unión Europea.